# Erde-Hahn
Der Erde-Hahn (Jiyou, chinesisch 己酉, Pinyin jǐyǒu) ist das 46. Jahr des chinesischen Kalenders (siehe Tabelle 天支 60-Jahre-Zyklus). Es ist ein Begriff aus dem Bereich der chinesischen Astrologie und bezeichnet diejenigen Mondjahre, die durch eine Verbindung des sechsten Himmelsstammes (己,  jǐ, Element Erde und Yīn) mit dem zehnten Erdzweig (酉,  yǒu), symbolisiert durch den Hahn (鷄,  jī), charakterisiert sind.
Nach dem chinesischen Kalender tritt eine solche Verbindung alle 60 Jahre ein. Das letzte Erde-Hahn-Jahr begann 1969 und dauerte wegen der Abweichung des chinesischen vom gregorianischen Kalenderjahr vom 17. Februar 1969 bis 5. Februar 1970. Das nächste Erde-Hahn-Jahr wird am 13. Februar 2029 beginnen und am 2. Februar 2030 enden. 

## Erde-Hahn-Jahr
Im chinesischen Kalenderzyklus ist das Jahr des Erde-Hahns 己酉jǐyǒu das 46. Jahr (am Beginn des Jahres: Erde-Affe 戊申 wùshēn 45).
| Liste der Erde-Hahn-Jahre des 60-Jahres-Zyklus (Ende des Zyklus – bei Zählung vom 1. Regierungsjahr Huángdì) (Beginn des Zyklus – bei Zählung vom 61. Regierungsjahr Huángdì)            |              |              |              |              |              |              |              |              |              |              |
| Zykl. | 0            | 1            | 2            | 3            | 4            | 5            | 6            | 7            | 8            | 9            |
| 0 | 2652 v. Chr. | 2592 v. Chr. | 2532 v. Chr. | 2472 v. Chr. | 2412 v. Chr. | 2352 v. Chr. | 2292 v. Chr. | 2232 v. Chr. | 2172 v. Chr. | 2112 v. Chr. |
| 10 | 2052 v. Chr. | 1992 v. Chr. | 1932 v. Chr. | 1872 v. Chr. | 1812 v. Chr. | 1752 v. Chr. | 1692 v. Chr. | 1632 v. Chr. | 1572 v. Chr. | 1512 v. Chr. |
| 20 | 1452 v. Chr. | 1392 v. Chr. | 1332 v. Chr. | 1272 v. Chr. | 1212 v. Chr. | 1152 v. Chr. | 1092 v. Chr. | 1032 v. Chr. | 972 v. Chr.  | 912 v. Chr.  |
| 30 | 852 v. Chr.  | 792 v. Chr.  | 732 v. Chr.  | 672 v. Chr.  | 612 v. Chr.  | 552 v. Chr.  | 492 v. Chr.  | 432 v. Chr.  | 372 v. Chr.  | 312 v. Chr.  |
| 40 | 252 v. Chr.  | 192 v. Chr.  | 132 v. Chr.  | 72 v. Chr.   | 12 v. Chr.   | 49           | 109          | 169          | 229          | 289          |
| 50 | 349          | 409          | 469          | 529          | 589          | 649          | 709          | 769          | 829          | 889          |
| 60 | 949          | 1009         | 1069         | 1129         | 1189         | 1249         | 1309         | 1369         | 1429         | 1489         |
| 70 | 1549         | 1609         | 1669         | 1729         | 1789         | 1849         | 1909         | 1969         | 2029         | 2089         |
| 80 | 2149         | 2209         | 2269         | 2329         | 2389         | 2449         | 2509         | 2569         | 2629         | 2689         |
| Hinweis: Die laufende Nr. des Zyklus ergibt sich aus der Zeilen-Nr. addiert mit der Spalten-Nr. Beispiel: Das Erde-Hahn-Jahr des 35. Zyklus (Zeile 30 + Spalte 5) entspricht 552 v. Chr. |              |              |              |              |              |              |              |              |              |              |